# Sapekhburto K'lubi Gagra 2011-2012
Questa voce raccoglie le informazioni riguardanti il Sapekhburto K'lubi Gagra nelle competizioni ufficiali della stagione 2011-2012.

## Stagione
Nella stagione 2011-2012 il Gagra ha disputato la Umaglesi Liga, massima serie del campionato georgiano di calcio, terminando il torneo all'undicesimo posto con 21 punti conquistati in 22 giornate, frutto di 6 vittorie, 3 pareggi e 13 sconfitte. Di conseguenza, ha partecipato alla fase promozione/retrocessione con altre tre squadre di Umaglesi Liga e quattro squadre di Pirveli Liga, concludendo al settimo posto e venendo retrocesso in Pirveli Liga. In Sakartvelos tasi è sceso in campo dal secondo turno, raggiungendo le semifinali dove è stato eliminato dal Dila Gori. In UEFA Europa League è stato subito eliminato al secondo turno preliminare dai ciprioti dell'Anorthosis.

## Rosa
| N. |                    | Ruolo | Calciatore            |
| -- | ------------------ | ----- | --------------------- |
| 3  | Georgia (bandiera) | D     | Giorgi Jgerenaia      |
| 4  | Georgia (bandiera) | D     | Jemai Gabunia         |
| 5  | Georgia (bandiera) | D     | Giorgi Tkeshelashvili |
| 6  | Georgia (bandiera) | D     | Irakli Khutsidze      |
| 7  | Georgia (bandiera) | C     | Mikheil Koberidze     |
| 8  | Georgia (bandiera) | A     | Shalva Kvantaliani    |
| 9  | Georgia (bandiera) | C     | Nika Chkuaseli        |
| 10 | Georgia (bandiera) | D     | Nikoloz Jishkariani   |
| 11 | Georgia (bandiera) | C     | Nugzar Khojashvili    |
| 12 | Georgia (bandiera) | P     | Giorgi Begashvili     |
| 13 | Georgia (bandiera) | C     | Guga Palavandishvili  |
| 14 | Georgia (bandiera) | C     | Levan Seturidze       |
| 15 | Georgia (bandiera) | D     | Lasha Kalandadze      |
| 16 | Nigeria (bandiera) | A     | John Jeremiah         |
| 17 | Georgia (bandiera) | A     | Levan Kipiani         |
| 18 | Georgia (bandiera) | C     | Giorgi Rostiashvili   |

| N. |                    | Ruolo | Calciatore            |
| -- | ------------------ | ----- | --------------------- |
| 19 | Georgia (bandiera) | C     | Giorgi Kurulashvili   |
| 21 | Georgia (bandiera) | C     | Mikheil Sardalishvili |
| 23 | Georgia (bandiera) | D     | Nodar Kiknavelidze    |
| 24 | Georgia (bandiera) | C     | Giorgi Zviadadze      |
| 25 | Georgia (bandiera) | P     | Ilia Maghradze        |
|    | Georgia (bandiera) | P     | Koka Sepiashvili      |
|    | Georgia (bandiera) | D     | Zviad Chkhetiani      |
|    | Georgia (bandiera) | C     | Beka Kartvelishvili   |
|    | Ucraina (bandiera) | C     | Mykola Nakonechny     |
|    | Georgia (bandiera) | C     | Levan Sharikadze      |
|    | Georgia (bandiera) | C     | Data Sitchinava       |
|    | Ucraina (bandiera) | C     | Volodymyr Ordynskyi   |
|    | Georgia (bandiera) | A     | Giorgi Gabedava       |
|    | Nigeria (bandiera) | A     | Umar Magaji           |
|    | Georgia (bandiera) | A     | Nika Narmania         |
|    | Georgia (bandiera) | A     | Giorgi Tchokhonelidze |

## Risultati

### UEFA Europa League

#### Secondo turno preliminare
| Arbitro: | Matějek |

|                             |           |  |
| Vučićević 9’ Rezek 35’, 71’ | Marcatori |  |

| Arbitro: | Sippel |

|                                |           |  |
| Gabedava 6’ Tkeshelashvili 40’ | Marcatori |  |

## Statistiche

### Statistiche di squadra
| Competizione                     | Punti | In casa | In casa | In casa | In casa | In casa | In casa | In trasferta | In trasferta | In trasferta | In trasferta | In trasferta | In trasferta | Totale | Totale | Totale | Totale | Totale | Totale | DR  |
| Competizione                     | Punti | G       | V       | N       | P       | Gf      | Gs      | G            | V            | N            | P            | Gf           | Gs           | G      | V      | N      | P      | Gf     | Gs     | DR  |
| -------------------------------- | ----- | ------- | ------- | ------- | ------- | ------- | ------- | ------------ | ------------ | ------------ | ------------ | ------------ | ------------ | ------ | ------ | ------ | ------ | ------ | ------ | --- |
| Umaglesi Liga                    | 21    | 11      | 4       | 2       | 5       | 10      | 8       | 11           | 2            | 1            | 8            | 11           | 24           | 22     | 6      | 3      | 13     | 21     | 32     | -11 |
| Umaglesi Liga fase retrocessione | 13    | 7       | 2       | 3       | 2       | 6       | 6       | 7            | 1            | 1            | 5            | 8            | 15           | 14     | 3      | 4      | 7      | 14     | 21     | -7  |
| Sakartvelos tasi                 | -     | 3       | 2       | 0       | 1       | 9       | 2       | 3            | 2            | 0            | 1            | 3            | 3            | 6      | 4      | 0      | 2      | 12     | 5      | +7  |
| UEFA Europa League               | -     | 1       | 1       | 0       | 0       | 2       | 0       | 1            | 0            | 0            | 1            | 0            | 3            | 2      | 1      | 0      | 1      | 2      | 3      | -1  |
| Totale                           | -     | 22      | 9       | 5       | 8       | 27      | 16      | 21           | 5            | 2            | 15           | 22           | 45           | 44     | 14     | 7      | 23     | 49     | 61     | -12 |